# جمعية علم الأحياء التكاملي والمقارنة
جمعية علم الأحياء التكاملي والمقارنة (بالإنجليزية: The Society for Integrative and Comparative Biology - SICB) هي جمعية علمية أُنشئت بهدف دمج العديد من فروع التخصص التي تندرج ضمن المجال الواسع لعلم الأحياء.
تأسست الجمعية في عام 1902 تحت اسم "الجمعية الأمريكية لعلم الحيوان" (American Society of Zoologists)، وذلك نتيجة اندماج جمعيتين سابقتين هما: "الطبيعيون المركزيون" (Central Naturalists) و"الجمعية الأمريكية للتشريح الشكلي" (American Morphological Society)، التي تأسست عام 1890. وفي عام 1915، انفصلت عنها "الجمعية البيئية الأمريكية" (Ecological Society of America)، كما انفصلت عنها لاحقًا جمعية أخرى لعلماء الوراثة في عام 1930. في عام 1996، تم تغيير اسم الجمعية إلى "الجمعية لعلم الأحياء التكاملية والمقارنة" (Society for Integrative and Comparative Biology)، ليعكس الاسم الجديد اتجاهاً أكثر شمولاً وتكاملاً في دراسة علم الأحياء.
تنشر الجمعية مجلتين علميتين محكّمتين: مجلة Integrative and Comparative Biology التي تصدر كل شهرين (وكانت تُعرف سابقًا باسم American Zoologist)، ومجلة Evolution & Development. وتتميّز الجمعية بهيكل تنظيمي مرن يتكوّن من عدة أقسام تخصصية خفيفة التنظيم. واعتبارًا من عام 2014، بلغ عدد أعضائها حوالي 3500 عضو.

## روابط خارجية
- جمعية علم الأحياء التكاملي والمقارنة